# پرفروش
پرفروش (انگلیسی: Bestseller) به کتاب یا رسانه‌های دیگری گفته می‌شود که به جایگاه پرفروش‌ترین رسیده‌اند و توسط فهرست‌های پرفروش نوشته روزنامه‌ها، مجلات و فروشگاه‌های زنجیره‌ای مشخص و اعلام می‌گردند. برخی از فهرست‌ها به طبقه‌بندی‌ها و تخصص‌ها محدود می‌شوند مانند رمان، کتاب غیرداستانی، کتاب آشپزی و غیره. فهرست‌های پرفروش‌های معروف در آمریکا توسط یواس‌ای تودی، نیویورک تایمز و غیره اعلام می‌شوند. نیویورک تایمز میزان فروش کتاب از کتابفروشی‌های دولتی و مستقل یا از خرده فروشان اینترنتی بزرگ مانند آمازون و بارنز اند نوبل را دنبال می‌کند.